# Lucas Masciano
Lucas Alberto Masciano (Chivilcoy, 18 de noviembre de 1977) es un cantautor argentino afincado en Barcelona, España desde 2002.

## Biografía
Nació en Chivilcoy, Buenos Aires el 18 de noviembre de 1977. Empezó a tocar a los 8 años, que tuvo su primera clase de guitarra con Marcelo Mauro, que se suicidó dos años más tarde. 
Participó en muchos proyectos, en los que siempre cumplía la misma función de compositor y cantante, pero variando el estilo de música e integrantes del grupo. En 1995 tuvo un accidente que casi acaba con su vida. Este hecho hizo replantearse su vida y seguir por el camino que él deseaba: seguir en el mundo de la música profesionalmente. Después de este hecho, publicó un disco titulado "Mis canciones", que según el propio Lucas, lo considera un disco hortera.
Siguió publicando discos y estudió en una escuela de música de Buenos Aires, dónde estudió canto, piano y guitarra. En 2001 decidió viajar fuera y dejar Argentina, que no la volvería a pisar hasta 2010. Compuso la letra de Al diablo con todo 3 días antes de dejar Argentina y voló hacia España, haciendo escala en Alemania.
Llegó a Barcelona, dónde lo recibió Pepe Curioni (bajista de la banda de Lucas Masciano, hasta 2011). Ese mismo día, ya tocaron en un pub irlandés de la ciudad condal. El segundo día tocaron en el metro, el tercero en la calle y al cuarto día comenzó a buscar teléfonos de compañías discográficas multinacionales, independientes, de mánagers. Durante unos meses, vivió en una casa okupa y siguió tocando por las calles del barrio gótico y conociendo gente. Así vivieron él y Pepe Curioni durante el primer año.
Una tarde, tocando en Portal del Ángel, Barcelona, se encontró con David Otero, al cual Lucas le entregó una maqueta con canciones del argentino. A los pocos meses, consiguió un su el primer contrato discográfico en España. La compañía fue Filmax Music por cinco años, para grabar tres discos. El primer disco que grabaron fue "Al diablo con todo" y contó con una gira de promoción y conciertos que duró más de un año y que recorrieron todas las ciudades de España, visitando radios y televisiones. El cuarto single del disco, 'Tus Locas Razones', lo grabó con David Otero, y rodaron el videoclip en Zaragoza.
El segundo disco en España fue "Patas arriba", con Pancho Varona y José Romero en la producción. Fue un año complicado para él, ya que tuvo que cambiar varias veces de mánager. Conoció a Rubén Martínez, que le ayudó a volver al rumbo que había dejado de lado por culpa de esos problemas. La gira de este disco duró más de dos años.
En 2008, grabó el tercer disco con Manicomio Records, el sello de Dani Martín y David Otero de El Canto del Loco, titulado "Todo bien". Tuvo una extensa gira con EL Canto del Loco. En 2011 sacó un DVD DVD Unlugged, rodeado de su banda y con colaboraciones de lujo, como David Otero, Shuarma, Pancho Varona, Rebeca Jiménez, entre otros.
En 2010 edita "Siempre y Cuando Sobre todo" (Elefantito Records, warner Chapell)
Un disco en directo grabado en Madrid recopilando las mejores canciones de 8 años de carrera en la península ibérica junto a cantantes y amigos del panorama musical español, entre ellos Rebeca Giménez, Rafa Pons, Shuarma Líder del Elefantes, Rubén Pozo de Pereza, Pancho Varona y Antonio García de Diego, David Otero y Lidia Guevara entre otros.
El disco tuvo una gira mayormente en acústico durante 2 años aproximadamente.
La producción estuvo a Cargo de Marcelo frajmowicz y Lucas Masciano.
Ingeniero de Sonido en directo J. Rosillo.
Mezcla Santos Berrocal, Blind Records, Barcelona.

Luego de un período como productor se retiró un tiempo a la India a componer lo que sería su próximo disco; llevaba 4 años sin editar un trabajo discográfico, algo inusual en su carrera hasta ese momento.
En el año 2015 editó su octavo disco que se llamó "De París a Transilvania" (Ocho Records) y fue compuesto casi en su totalidad recorriendo la India de norte a sur.
El disco fue grabado como fue compuesto, en carretera. Fue grabado en una furgoneta viajando desde Francia hasta Rumania, obteniendo sonidos de músicos callejeros y grabando en lugares poco convencionales como en las calles, la furgoneta, habitaciones de hoteles, etc.
Editó su primer documental llamado: “De París a Transilvania” 
La gira de presentación de este trabajo lo llevó por toda la península ibérica, Bulgaria, Rumanía, Italia, Argentina, México y Macedonia entre otros países.
En el mismo año escribió su primer libro "Mi viejo Libro de Viaje" 
Relatos, poesías en carretera.
También en este mismo periodo el reconocido Director de cine de la India, Raman Prawall escogió mi canción “Siempre y Cuando Sobre todo” para su última película en Bollywood (India).

En 2016 después de haber editado ocho discos de estudio y de compartir escenario con numerosos artistas españoles de la talla de Raimundo Amador, Hombres G, El Canto del Loco, Pancho Varona, Antonio García de Diego, Shuarma de Los Elefantes, Lichis, Antonio Vega, Revólver, entre otros; el artista y compositor Lucas Masciano presenta su noveno álbum titulado "Todo el Mundo Entero". 
Un disco fresco, viajero, colorido y profundo.
Con su anterior trabajo "De París a Transilvania", disco que le llevó de gira por más de 10 países de Latinoamérica, Europa y Asia, Masciano demostró que es posible componer y grabar un disco en carretera nutriéndose de las historias de la vida, los ritmos y músicos autóctonos de diferentes culturas.
En este nuevo trabajo la pasión por la música y los viajes le llevaron a proyectar la más ambiciosa de sus aventuras musicales: presentar el nuevo disco en un viaje alrededor del mundo en un viejo Land Rover del año 80 que se apoda La Kalinka.
Así, planea cruzar varios continentes dando conciertos y escribiendo un disco libro de toda esta vida musical.

## Discografía
Al diablo con todo, (2004, Filmax Music).
1. Sin vacilar
2. Al diablo
3. II días
4. Tus locas razones
5. Prefiero
6. Ayer dejé
7. Beaucoup
8. Locos de atar (La vecina madrileña)
9. La banda rockera
10. Domingo porteño
11. Y que
12. Buenas costumbres
13. Azabache

Patas arriba, (2006, Filmax Music).
1. Parte de mi
2. No es lo mismo
3. Peter Punk
4. Mi nombre
5. No me quiero ir
6. La música de antes
7. Pirata
8. James Dean
9. Y tú aquí
10. Primavera rota
11. Caritas
12. Patas arriba

Todo bien, (2008, Manicomio Records).
1. Me gustas cuando
2. Egoísta la luna
3. Me encuentro tan bien hoy
4. Si ya lo dijo Andrés
5. Ahora
6. De Barcelona a Mataró
7. El amor viaja en primera
8. Salto mortal
9. Con Vidas distintas
10. Bob Chao
11. Me he acordado
12. Besos

Siempre y cuando sobre todo (2011, Elefantito Records).
1. Río azul
2. Tu camisa a cuadros
3. Siempre y cuando sobre todo
4. Pirata
5. Mariposas
6. Me han robado todo
7. Egoísta la luna
8. Azabache
9. Milonga mediterránea
10. Chico malo
11. Vidas distintas
12. Me gustas cuando
13. Si ya lo dijo Andrés
14. Una vez por semana
15. Con la frente marchita
16. Dos días
17. Al diablo con todo

De París a Transilvania (2014, Elefantito Records)
1. A ti también
2. Alta tensión
3. Nadie te va a querer
4. Un lugar
5. El secreto
6. Agra
7. Matando el dolor
8. Tormentas
9. Cotapi
10. Quien tiene la razón
11. Fuego
12. Pauri

El mundo entero (2016, La Kalinka Records)
1. Agua
2. Todo el Mundo Entero
3. Verte Dormir
4. Más que en Nada en Ti
5. Andar Con Lo Justo
6. Donde Estás Corazón
7. Tangueando la Rumba
8. La Bestia
9. Tu No
10. Llueve
11. Tu Perdón